# Герберт Лоренс Андерсон
Ге́рберт Ло́ренс А́ндерсон (англ. Herbert Lawrence Anderson; 24 травня 1914 — 16 липня 1988) — американський фізик-експериментатор, член Національної АН США (1960).

## Біографічні дані

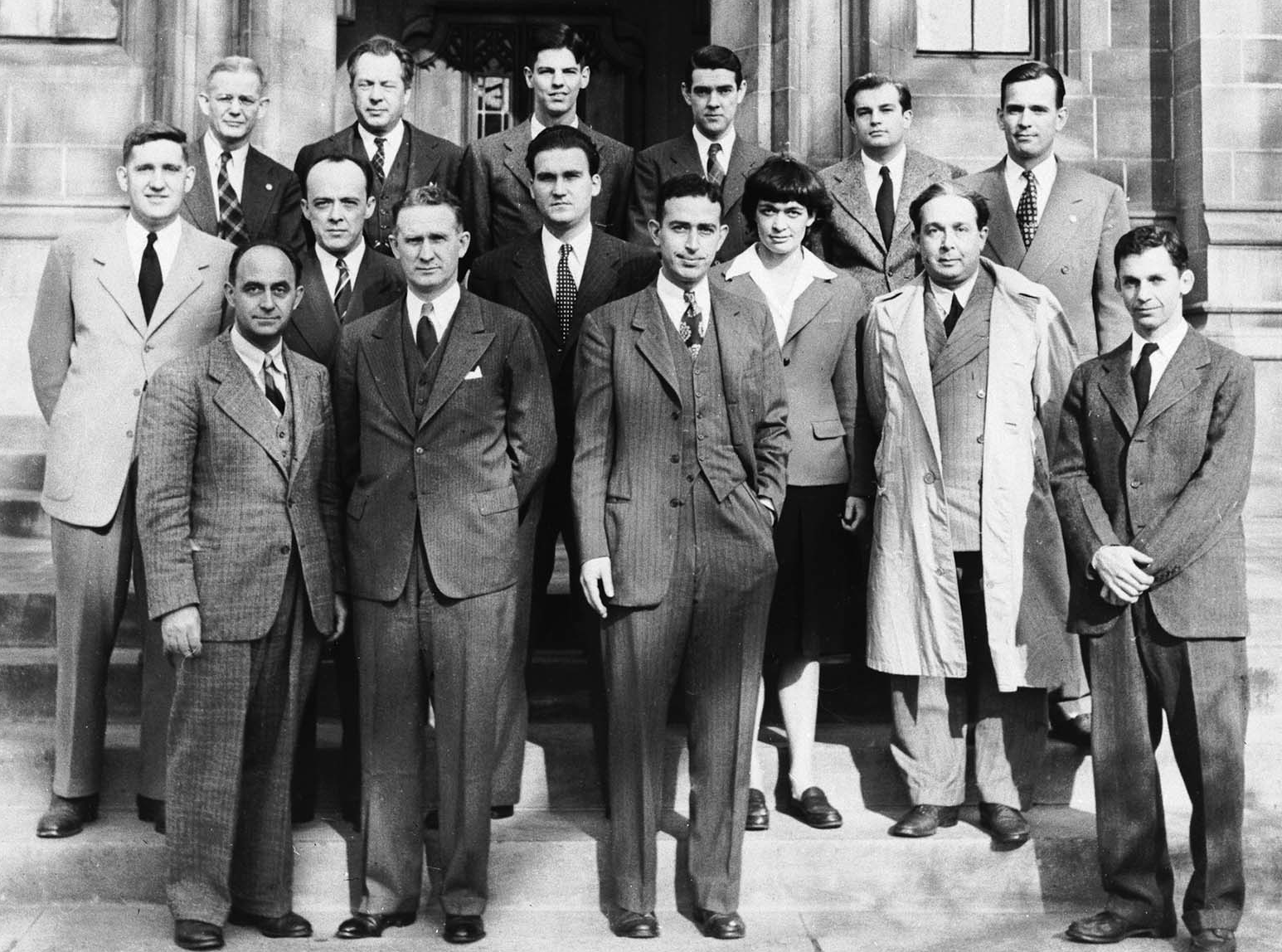
Учасники Мангеттенського проекту (Г. Андерсон у першому ряду, праворуч)

Працював в Колумбійському університеті у 1939—1942-х роках, у 1942—1944-х — в Металургійній лабораторії Чиказького університету, у 1944—1946-х роках — в Лос-Аламоській лабораторії. З 1946 року — в Чиказькому університеті (з 1950 року — професор, у 1958—1962-х роках — директор Інституту ядерних досліджень імені Е. Фермі).
Відомий роботами з ядерної фізики та ядерної техніки, піонної та мезонної фізики, фізики елементарних частинок, прискорювальної техніки. Був одним із основних співробітників Е. Фермі у його експериментальних дослідженнях американського періоду.
У 1939 році незалежно від інших експериментально довів поділ ядра урану на два осколки під дією нейтронів та виміряв енергію поділу, відкрив вторинні нейтрони, що випускаються при поділі. У 1942 році у рамках Мангеттенського проекту брав участь у спорудженні першого ядерного реактора та реалізації керованої ядерної реакції поділу.
Досліджував мезонні атоми, розсіювання піонів на протонах, резонанси, зокрема ще у 1952 році разом із Е. Фермі спостерігав першу резонансну частку — піон-нуклонний резонанс. У 1949 році незалежно від інших встановив тричасткову схему розпаду мюона.

## Наукові праці
Статті
- H. L. Anderson, E. T. Booth, J. R. Dunning, E. Fermi, G. N. Glasoe, and F. G. Slack The Fission of Uranium // Phys. Rev. Volume 55, Number 5, 511—512 (1939). Institutional citation: Pupin Physics Laboratories, Columbia University, New York, New York. Received 16 February 1939.
- H. L. Anderson, E. Fermi, and Leo Szilard Neutron Production and Absorption in Uranium // Phys. Rev. Volume 56, Issue 3, 284—286 (1939). Institutional citation: Columbia University, New York, New York. Received 3 July 1939.
- Harold M. Agnew and Herbert L. Anderson Double Magnetic Lens Nuclear Spectrometer // Rev. Sci. Instrum. Volume 20, 869 (1949). Institutional citation: Institute for Nuclear Studies, University of Chicago, Chicago, Illinois.
- Herbert L. Anderson Resonance Capture of Neutrons by Uranium // Phys. Rev. Volume 80, Issue 4, 499—506 (1950). Institutional citation: Columbia University, New York, New York. Received 27 April 1940. When Anderson submitted the paper, based on his doctoral thesis, he was a University Fellow, at Columbia University. For national security reasons, the paper was not published until 10 years later. By then, Anderson was at the Institute for Nuclear Studies, The University of Chicago, Chicago, Illinois.

Книги
- Herbert L. Anderson AIP 50th Anniversary Physics Vade Mecum / American Institute of Physics, 1981/ — ISBN 0-88318-289-0
- Herbert L. Anderson (Editor-in-Chief) A Physicist's Desk Reference / American Institute of Physics, New York, 1989. — ISBN 0-88318-610-1
- Herbert L. Anderson John Ray Dunning 1907—1975 [Архівовано 13 вересня 2015 у Wayback Machine.] // Biographical Memoir 163—186 National Academy of Sciences, 1989.